# Селивёрстов, Александр Васильевич
Александр Васильевич Селивёрстов — советский хозяйственный, государственный и политический деятель, Герой Социалистического Труда.

## Биография
Родился в 1929 году в селе Лебедево Вассинского района. Член КПСС.
С 1945 года — на хозяйственной, общественной и политической работе. В 1945—1989 гг. — фрезеровщик железнодорожного училища № 1 Алтайского края, военнослужащий Советской Армии, фрезеровщик, бригадир комсомольско-молодёжной бригады завода № 662/Барнаульского радиозавода Министерства радиопромышленности СССР
Указом Президиума Верховного Совета СССР от 26 апреля 1971 года за выдающиеся заслуги в выполнении пятилетнего плана и создание новой техники присвоено звание Героя Социалистического Труда с вручением ордена Ленина и золотой медали «Серп и Молот».
Делегат XXV съезда КПСС.
Умер в Барнауле в 1995 году.